# Saturn 3
Saturn 3 is een Britse sciencefiction-thriller uit 1980, geregisseerd door Stanley Donen. De film werd genomineerd voor drie Razzie Awards en twee Stinkers Bad Movie Awards.

## Verhaal
Het verhaal speelt zich af in de toekomst op een van de manen van Saturnus. Hierop bevindt zich een natuurkundig laboratorium/boerderij waar men voedsel voor de dichtbevolkte en zwaar vervuilde aarde ontwikkelt. De hoofdspelers zijn Adam (Kirk Douglas) en Alex (Farrah Fawcett). Deze twee hebben een op zich rustig en intiem leventje met elkaar.
Er komt een moment waarop de aarde meer invloed wil hebben in deze onderzoeken en daarom stuurt men de wetenschapper Benson (Harvey Keitel) samen met een hoogontwikkelde robot, die op den duur Adam en Alex zal moeten gaan vervangen. 

Deze robot wordt 'opgeleid' door hersenimpulsen van Benson. Deze heeft op zijn beurt gevoelens voor Alex en dat ontgaat deze robot dus ook niet. Als de robot door deze invloeden op hol slaat en zichzelf niet meer laat uitschakelen, ziet men geen andere mogelijkheid dan de robot te vernietigen. Dat heeft deze intussen ook wel in de gaten en hij gaat dan als een sluipmoordenaar te werk.

## Rolverdeling
| Acteur | Personage      |
| ------ | -------------- |
| Adam   | Kirk Douglas   |
| Alex   | Farrah Fawcett |
| Benson | Harvey Keitel  |

## Nominaties
| Wedstrijd                      | Categorie              | Ontvanger(s)                | Resultaat   | Ref.  |
| ------------------------------ | ---------------------- | --------------------------- | ----------- | ----- |
| Golden Raspberry Awards 1980   | Worst Picture          | Stanley Donen               | Genomineerd | [ 1 ] |
| Golden Raspberry Awards 1980   | Worst Actor            | Kirk Douglas                | Genomineerd | [ 1 ] |
| Golden Raspberry Awards 1980   | Worst Actress          | Farrah Fawcett              | Genomineerd | [ 1 ] |
| Stinkers Bad Movie Awards 1980 | Worst Actress          | Farrah Fawcett              | Genomineerd |       |
| Stinkers Bad Movie Awards 1980 | Worst On-Screen Couple | Kirk Douglas Farrah Fawcett | Genomineerd |       |